# Clase Reina Victoria Eugenia
La clase Reina Victoria Eugenia era una clase de tres acorazados de la Armada española autorizados como Plan de la Segunda Escuadra bajo la Ley de Marina de 1913. La clase, así como el buque líder, fueron nombrados en honor a la reina inglesa consorte del Rey Alfonso XIII, Victoria Eugenia de Battenberg. Los otros dos barcos se nombraron provisionalmente como "B" y "C". Se suponía que iba a ser diseñado por Vickers-Armstrongs y construidos por John Brown. Los barcos nunca se construyeron debido a la participación de Reino Unido en la Primera Guerra Mundial, que detuvo todos los proyectos extranjeros que se estaban construyendo en los astilleros británicos.

## Antecedentes

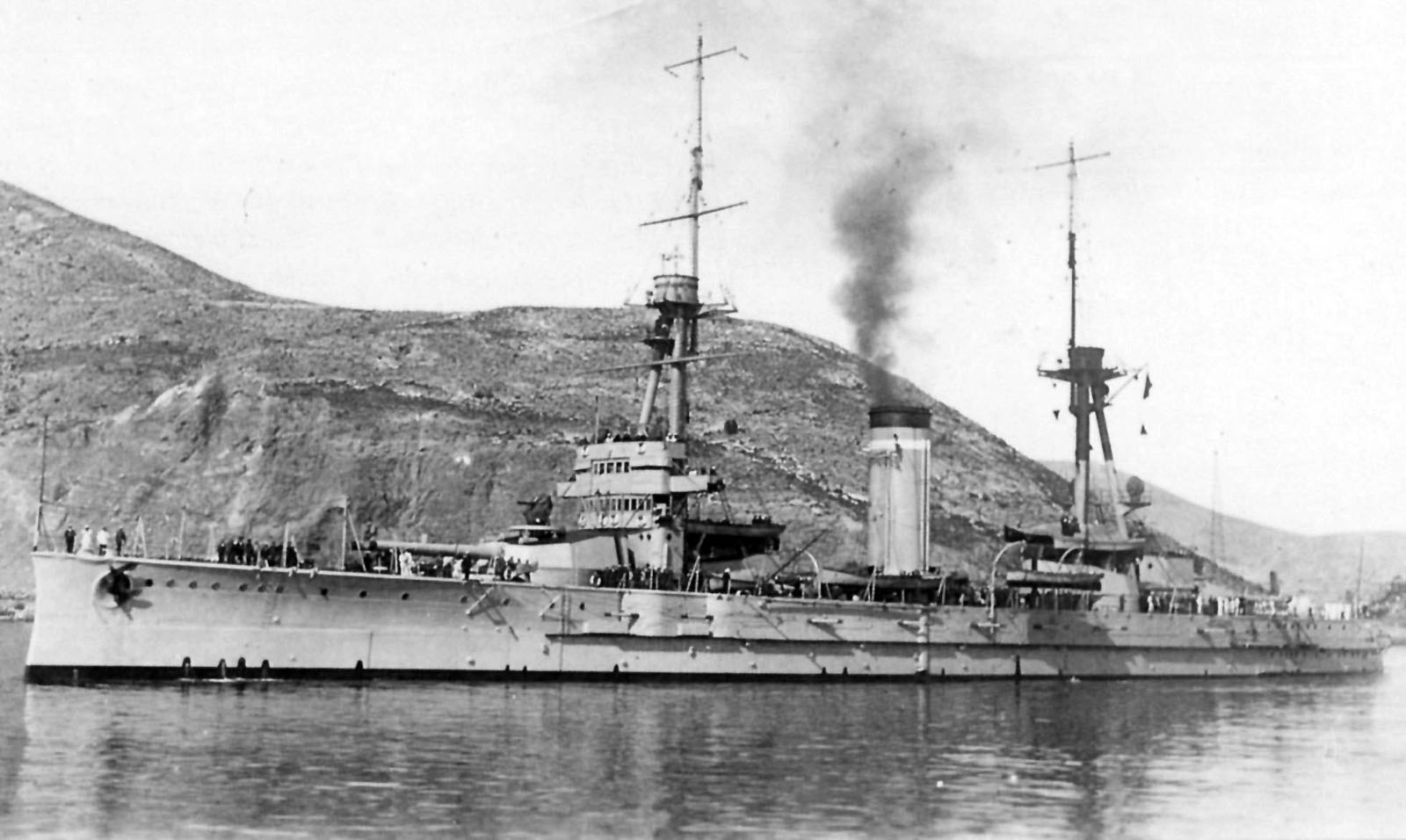
El acorazado Alfonso XIII, segundo buque de la clase España, que entró en servicio activo en 1915.

Después de las graves pérdidas en la guerra hispano-estadounidense de 1898, España carecía del dinero para reconstruir su armada, aunque el mando naval hizo repetidas solicitudes de financiación para comenzar la reconstrucción. Los dos primeros intentos, el Plan de Flota de 1903 y el Plan de Flota de 1905, fracasaron en la obtención de financiación parlamentaria. Poco después, los acontecimientos en el extranjero estimularon el apoyo para comenzar a reconstruir la flota. El expansionismo alemán había llevado a Gran Bretaña y Francia a unirse a la Entente Cordiale, dejando de lado su tradicional rivalidad para oponerse al Imperio Alemán. El acuerdo afectó directamente a España, ya que resolvió cuestiones de control sobre Marruecos y colocó a Tánger bajo control conjunto británico-francés-español (Conferencia de Algeciras). El acuerdo tuvo el efecto de acercar a España con Gran Bretaña y Francia, lo que llevó a un intercambio de notas entre los tres gobiernos en mayo de 1907 que subrayó un acuerdo informal de defensa mutua (Acuerdos de Cartagena). Las notas crearon el marco para contener las potencias centrales lideradas por Alemania, por lo que Gran Bretaña concentraría la mayor parte de su Royal Navy en el Mar del Norte, mientras que España contribuiría con su flota para apoyar a la Armada francesa contra las flotas combinadas del Reino de Italia y Austria-Hungría.
En ese momento, un nuevo gobierno liderado por Antonio Maura estaba en el poder, lo que llevó a la Armada a intentar nuevamente con el Plan de Flota de 1907; esta fue aprobada por la legislatura a principios del año siguiente como Ley de Marina de 7 de enero de 1908 (Plan Ferrándiz). Autorizó tres nuevos acorazados, que pasaron a ser de la clase España, formada por los barcos España, Alfonso XIII y Jaime I, junto con destructores de apoyo y torpedos. Los acorazados se vieron limitados por el tamaño de las instalaciones portuarias españolas existentes a alrededor de 15.000 toneladas largas (15.241 t), ya que el gobierno carecía de fondos para dragar puertos y ampliar diques secos para aceptar embarcaciones más grandes.
El retraso permitió a España aprovechar la experiencia ganada por Gran Bretaña con el primer acorazado de gran cañón encargado del mundo, el HMS  Dreadnought, junto con los de otras potencias navales importantes que ya habían construido sus propios "acorazados". Como la Armada tenía poca experiencia en el diseño de buques capitales , emitió un conjunto de especificaciones para los acorazados y solicitó propuestas de constructores navales extranjeros, obteniendo ofertas de astilleros británicos, franceses, italianos y austrohúngaros. Posteriormente, la Armada tomó las mejores características de cada presentación e hizo sus propias mejoras antes de adjudicar el contrato a la Sociedad Española de Construcción Naval (SECN), un consorcio creado por tres de las firmas británicas: Armstrong Whitworth , Vickers y John Brown & Company. Además de los contratos de los propios barcos, SECN también fue contratado para construir el astillero en Ferrol, España, que a su vez construiría los barcos.
Los repetidos retrasos en el programa de reconstrucción naval española demostraron ser un detrimento así, ya que la clase España fueron superadas rápidamente por buques extranjeros, sobre todo los llamados "super-dreadnoughts". Para 1912, la necesidad de acorazados adicionales se hizo evidente, y el primer ministro José Canalejas presionó por una nueva ley que autorizara otro grupo de tres barcos. Después del asesinato de Canelejas ese mismo año, su sucesor, Álvaro de Figueroa y el ministro de Marina, Amalio Gimeno, consiguieron la aprobación del Plan de la Segunda Escuadra. El plan proyectaba un segundo escuadrón de tres acorazados de 21.000 toneladas largas (21.337 t) para complementar la clase España, junto con un par de cruceros de exploración, nueve destructores y tres submarinos. Estos acorazados recibieron el nombre de clase Reina Victoria Eugenia. Debían de botarse en 1914 y 1915 y completarse alrededor de 1920.

## Historia del diseño

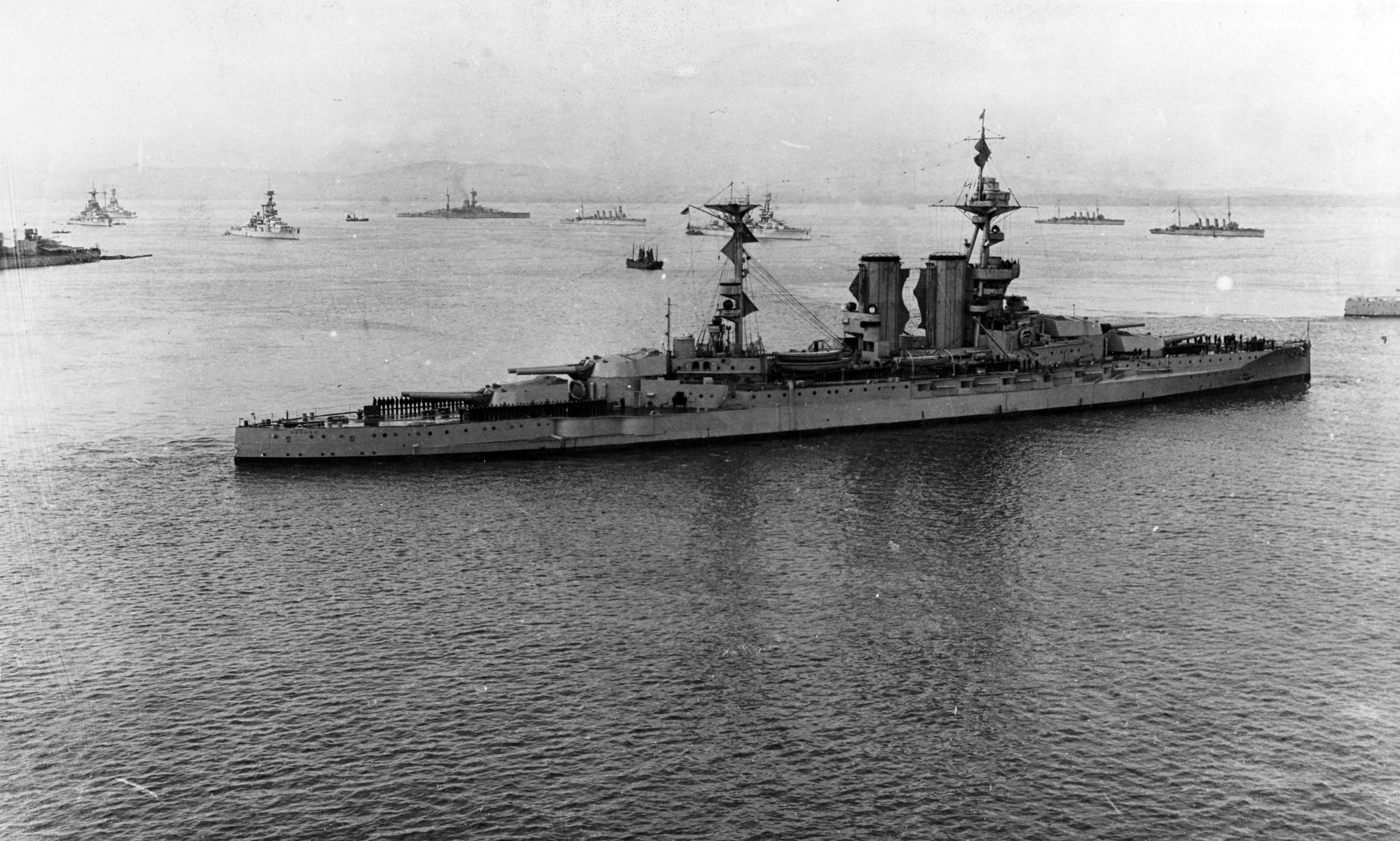
El acorazado británico HMS Barham; Robert Gardiner y Randal Gray sugieren que la clase Reina Victoria Eugenia se habría parecido a este tipo de embarcación británica.

La clase constaba de tres naves, la Reina Victoria Eugenia, la nave líder de su clase, y otros dos que se refiere sólo por el nombre temporal B y C. El barco líder lleva el nombre de la esposa británica del rey Alfonso XIII. Fueron diseñados por SECN y se planeó inicialmente para desplazar 21.000 toneladas largas (21.337 t) con una velocidad de 21 nudos (39 km/h; 24 mph). Los primeros planes para el tipo requerían un armamento de ocho cañones de 15 pulgadas (381 mm) en cuatro torretas de dos cañones ; sin embargo, las dificultades financieras dieron lugar a la selección de un armamento de ocho cañones de 13,5 pulgadas (343 mm) en su lugar, que todavía habrían tenido un alcance más largo que la mayoría de los barcos contemporáneos. El armamento secundario habría sido veinte cañones de 152 mm (6 pulgadas). El sistema de propulsión consistiría en cuatro turbinas de vapor Parsons , impulsando cuatro hélices de tornillo; la velocidad debía ser de alrededor de 21 nudos (39 km/h; 24 mph). Otras especificaciones de los barcos nunca se decidieron o no han sobrevivido, aunque según los historiadores navales Robert Gardiner y Randal Gray, es probable que tuvieran una disposición similar a los acorazados británicos de la época, con dos pares de torretas superfuentes, uno a proa y otro a popa, con dos embudos estrechamente espaciados.
El personal de diseño prefería cañones de 15 pulgadas (381 mm) y, en 1914, Eduardo Dato se había convertido en primer ministro. Él y su ministro naval, el almirante Augusto Miranda, autorizaron una revisión del diseño hacia arriba para aceptar los cañones más grandes, lo que requirió un aumento a al menos 25.000 toneladas largas (25.000 t). Al igual que con los acorazados de la clase España, los cañones, la placa de blindaje y los sistemas de control de fuego para los que se fabricaron en Gran Bretaña, se habría requerido una importante asistencia técnica de los británicos. El comienzo de la Primera Guerra Mundial en julio de 1914 desorganizó los planes españoles; después de que Italia declarara la neutralidad, España hizo lo mismo, ya que su flota era innecesaria para que Francia contuviera a los austrohúngaros por sí sola. Eliminada la necesidad estratégica de los nuevos acorazados, Miranda decidió inmediatamente reducir el programa de construcción para enfocarse en cruceros, destructores y submarinos, ya que eran alternativas más económicas a una gran flota de acorazados. El programa revisado de Miranda fue aprobado por la legislatura como la Ley de la Marina del 30 de julio de 1914. Después de la guerra, la marina consideró otro programa de construcción importante centrado en cuatro cruceros de batalla que habrían desplazado alrededor de 30.000 toneladas largas (30.481 t), pero se consideró que han sido demasiado ambiciosos y el plan no se propuso formalmente al parlamento.